# Crassula spathulata
Crassula spathulata é uma espécie de planta com flor pertencente à família Crassulaceae. 
A autoridade científica da espécie é Thunb., tendo sido publicada em Nova Acta Phys.-Med. Acad. Caes. Leop.-Carol. Nat. Cur. 6: 328, 330. 1778.

## Portugal
Trata-se de uma espécie presente no território português, nomeadamente no Arquipélago dos Açores.
Em termos de naturalidade é introduzida na região atrás indicada.

## Protecção
Não se encontra protegida por legislação portuguesa ou da Comunidade Europeia.